# Jakub Wojciechowski
Jakub Mariusz Wojciechowski (Łódź, 9 gennaio 1990) è un cestista polacco di formazione italiana.

## Carriera

### Club
Anche se originario di Łódź, Polonia, viene considerato di formazione italiana essendo cresciuto nelle giovanili della Benetton Treviso. Alle finali nazionali Under 19 del 2009, ha contribuito alla conquista dello scudetto di categoria da parte della formazione della Marca.
È inserito, senza valutazione, nei ranking per il draft NBA 2009.
Dopo aver iniziato la stagione 2009-2010 nell'Assigeco Casalpusterlengo (Legadue) realizzando 6,1 punti di media a partita in 15 minuti di utilizzo, il 28 gennaio 2010 viene ceduto al Basket Brescia Leonessa (A Dilettanti), squadra nella quale debutta il 30 gennaio nel derby contro la Tezenis Verona, realizzando 8 punti. A seguito della gara ci furono polemiche sull'effettiva regolarità del trasferimento di Wojciechowski nel capoluogo lombardo, che portarono alla sospensione del verdetto sportivo, omologato poi il 9 febbraio una volta accertata l'effettiva regolarità dell'affare. 
Con la Centrale del Latte gioca un buon finale di stagione, realizzando 11 punti e 5,5 rimbalzi con il 69,4% da due punti.
Nell'estate successiva partecipa con la Polonia agli Europei U20 e, anche a seguito delle buone prestazioni fornite, viene inserito stabilmente nel roster della Benetton per la stagione 2010-11. Per lui la stagione riserva 30 gare a referto di cui 20 effettivamente giocate, con 58 punti realizzati e 21 rimbalzi conquistati.
Nel febbraio 2012 viene firmato dall'Enel Brindisi di coach Piero Bucchi, che per sopperire alla partenza di Mitchell Poletti ha scelto di puntare sul giovane polacco.
Il 9 agosto 2012 si trasferisce alla PMS Torino nella prima stagione torinese mette a segno 601 punti in 41 partite con 366 rimbalzi conquistati. A fine stagione arriva la vittoria della Divisione Nazionale A che vale il titolo di Campioni d'Italia Dilettanti e la promozione in Legadue.
La stagione 2013-14 inizia in ritardo per il giocatore polacco a causa dell'operazione all'anca che lo obbliga a saltare tutta la pre-season della PMS Torino e la parte iniziale del campionato.
L'8 luglio 2015 Wojciechowski firma un contratto per la stagione 2015-16 con la Pallacanestro Cantù.
Il 30 giugno 2016 esce dal contratto con la Pallacanestro Cantù, firmando il 5 luglio dello stesso anno con la Vanoli Cremona.
Il 2 luglio 2018, Wojciechowski torna alla New Basket Brindisi.
Il 15 gennaio 2021 firma un contratto fino al termine della stagione con la Pallacanestro Olimpia Milano.

### Nazionale
Nel 2008 con la Nazionale polacca ha partecipato ai Campionati Europei Under-18 vincendo la medaglia di bronzo. Nel 2009 ed anche nel 2010 ha vinto la medaglia di bronzo con la Nazionale polacca ai Campionati Europei Under-20 B.

## Palmarès

### Club

#### Competizioni giovanili
- Campionato Under 19 d'Eccellenza: 1

Treviso Basket: 2008-2009

#### Competizioni nazionali
- Coppa Italia di Legadue: 1

Brindisi: 2012
- Campionato italiano dilettanti: 1

PMS Torino:2012-13
- Campionato polacco: 1

Włocławek: 2017-2018
- Coppa Italia: 1

Olimpia Milano: 2021
- Coppa di Polonia: 1

Stal Ostrów: 2022

### Nazionale
- Europei Under 18 :1

Polonia: 2008
- Europei Under 20 B :2

Polonia: 2009, 2010